# D-ILA
Abréviation de Digital Direct Drive Image Light Amplifier.
D-ILA est un système basé sur la technologie LCOS et développée par JVC, utilisant la réflexion de la lumière.
C'est l'une des trois solution de formation d'image dans un vidéoprojecteur, avec le LCD et le DLP (Digital Light Processing, ou DMD).